# Бретињи (Оаза)
Бретињи (фр. Brétigny) насеље је и општина у североисточној Француској у региону Пикардија, у департману Оаза која припада префектури Компјењ.
По подацима из 2011. године у општини је живело 390 становника, а густина насељености је износила 75,58 становника/km². Општина се простире на површини од 5,16 km². Налази се на средњој надморској висини од 43 метара (максималној 66 m, а минималној 37 m).

## Демографија
| 1962. | 1968. | 1975. | 1982. | 1990. | 1999. | 2011. |
| ----- | ----- | ----- | ----- | ----- | ----- | ----- |
| 223   | 230   | 257   | 311   | 302   | 324   | 390   |

График промене броја становника у току последњих година